# Гвоздев, Владимир Алексеевич
Влади́мир Алексе́евич Гвоздев (1 мая 1935, Москва — 13 июня 2025) — советский и российский молекулярный генетик, профессор, доктор биологических наук, академик РАН (2006), заведующий Отделом молекулярной генетики клетки Института молекулярной генетики РАН. Награждён Государственными премиями СССР и РФ, премией имени А. Н. Белозерского РАН.
Автор более 169 публикаций в области молекулярной генетики. Исследовал геном дрозофилы, включая мобильные элементы и гетерохроматин, репрессию генов, роль коротких РНК в регуляции собственных генов организма (см. РНК-интерференция). Член редколлегий ряда научных журналов. Научный руководитель 2 докторов и 28 кандидатов наук.

## Биография
- Окончил биолого-почвенный факультет МГУ по кафедре «биохимия животных».
- C 1959 года работал последовательно в должностях старшего лаборанта, младшего научного сотрудника, старшего научного сотрудника, заведующего лабораторией в Радиобиологическом отделе Института атомной энергии им. И. В. Курчатова, преобразованном в 1978 году в Институт молекулярной генетики АН СССР.
- В 1966 году защитил кандидатскую диссертацию.
- В 1977 году защитил диссертацию «Генетическая структура и регуляция активности генов Х-хромосомы Drosophila melanogaster» на соискание степени доктора биологических наук.
- В 1983 году был удостоен Государственной премии СССР.
- В 1998 году стал лауреатом премии имени А. Н. Белозерского за цикл работ «Структурно-функциональные исследования генома дрозофилы».
- 26 мая 2000 года был избран членом-корреспондентом РАН в Отделение биологических наук.
- В 2002 году стал лауреатом Государственной премии Российской Федерации.
- 25 мая 2006 года избран академиком РАН по Отделению биологических наук по специальности «Физико-химическая биология».

В феврале 2022 года подписал открытое письмо российских учёных и научных журналистов с осуждением вторжения России на Украину и призывом вывести российские войска с украинской территории.
- 5 февраля 2024 года награждён Благодарностью Президента Российской Федерации за заслуги в развитии отечественной науки, многолетнюю плодотворную деятельность и в связи с 300-летием со дня основания Российской академии наук[3].

## Из библиографии
- Агол В. И., Богданов А. А., Гвоздев В. А. Молекулярная биология. Структура и биосинтез нуклеиновых кислот / отв. ред. А. С. Спирин. — М.: Высшая школа, 1990. — 351 с. — ISBN 5060000869.

### Диссертации
- Гвоздев, Владимир Алексеевич. Генетическая структура и регуляция активности генов Х-хромосомы Drosophila melanogaster : диссертация … доктора биологических наук : 03.00.03. — Москва, 1977. — 175 с. : ил.